# Liste von Persönlichkeiten der Gemeinde Assamstadt

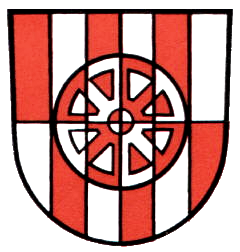
Wappen der Gemeinde Assamstadt

Diese Liste von Persönlichkeiten der Gemeinde Assamstadt zeigt die Bürgermeister, Ehrenbürger, Söhne und Töchter der Gemeinde Assamstadt sowie weitere Persönlichkeiten, die mit Assamstadt verbunden sind. Zu Assamstadt gehören die Wohn- und Industriegemeinde Assamstadt und der Wohnplatz Wustsiedlung.

## Bürgermeister
Bürgermeister gibt es in der Gemeinde Assamstadt seit 1632. Folgende Personen waren in der Geschichte Bürgermeister von Assamstadt:
- 1632–1670: Lorenz Heller
- 1670–1673: Johann Andreas Heller
- 1673–1677: Michael Hügel
- 1677–1688: Adam Leuser
- 1688–1699: Adam Hügel
- 1699–1700: Johann Michael Gratz
- 1700–1724: Johannes Geisler
- 1724–1780: Cornelius Schieß
- 1780–1806: Johannes Bleimann
- 1806–1835: Johann Lorenz Nied, Vogt Johann Hügel
- 1835–1844: Johann Joseph Frank
- 1844–1854: Dominikus Stumpf
- 1854–1860: Konstantin Fischer
- 1860–1870: Karl Ludwig Fohmann
- 1870–1886: Gregor Frank
- 1886–1887: Gregor Leuser
- 1887–1893: Ludwig Leuser
- 1894–1914: Josef Nied
- 1914–1919: Pius Strauch
- 1919–1928: Josef Theobald Leuser[4]
- 1928–1934: Karl Frank
- 1934–1943: Friedrich Hart
- 1943–1944: Josef Theobald Leuser[4]
- 1945–1945: Alois Rüdenauer
- 1945–1946: Josef Hügel
- 1946–1948: Karl Frank
- 1948–1966: Alfons Stumpf
- 1966–1988: Arnold Scherer
- 1986–2010: Hermann Hügel[5]
- Seit 2010: Joachim Döffinger[5]

## Ehrenbürger
Folgenden Personen, die sich in besonderer Weise um das Wohl oder das Ansehen der Kommune verdient gemacht haben, verlieh die Gemeinde Assamstadt das Ehrenbürgerrecht:
| Ehrenbürger        | verliehen | Beschreibung |
| ------------------ | --------- | --- |
| Georg Andreas Zipf |           | Pfarrer in Assamstadt von 1908 bis 1939; geb. am 6.8.1874 in Kützbrunn, gest. am 14.11.1950 in Schwäbisch Gmünd. Noch heute erinnert das „Zipf-Grabmal“ an den Ehrenbürger. |
| Ludwig Dietz       | 1988      | Dietz wurde am 2. August 1924 in Heckfeld geboren, wirkte ab 1951 als Priester, später von 1958 bis 2007 Pfarrer in der St.-Kilians-Kirche in Assamstadt, feierte 2016 „eisernes Priesterjubiläum“ in Assamstadt. |
| Hermann Hügel      | 2010      | Ehemaliger Bürgermeister der Gemeinde, Autor von drei Chroniken über Assamstadt (1991, 1992 und 2016) sowie einem Buch über die Bildstöcke und sonstigen Kleindenkmale in Assamstadt (2012). |
| Edgar Ansmann      | 2016      | Er gründete 1991 in Assamstadt die Firma Ansmann, die heute weltweit an acht Standorten etwa 400 Mitarbeiter beschäftigt, erhielt 2017 das Bundesverdienstkreuz am Bande und sollte den Verdienstorden der Bundesrepublik Deutschland am Tag seiner Beerdigung (persönlich) erhalten. |
| Horst Wachter      | 2020      | Horst Wachter war Rektor an der Assamstadter Grundschule. In der Lokalpolitik hat er als Gemeinderat und Stellvertretender Bürgermeister seine Spuren hinterlassen. Verdient gemacht hat er sich vor allem um die Assamstadter Fasnacht: Wachter fungierte 50 Jahre lang mit Leib und Seele als Organisator und Umzugsleiter des größten Rosenmontagsumzugs in der Region. Das Amt des Sitzungspräsidenten hatte Horst Wachter 34 Jahre inne. In seiner aktiven Zeit stand Wachter als leidenschaftlicher Karnevalist selbst regelmäßig in der Bütt. |

## Söhne und Töchter der Gemeinde
Folgende Personen wurden in Assamstadt geboren:

### 18. Jahrhundert
- Vincenz Fohmann (* 5. April 1794 in Assamstadt; † 25. September 1837), Arzt, Anatom und Autor,[12] in seiner wissenschaftlichen und literarischen Tätigkeit spezialisierte er sich auf das Lymphgefäßsystem.[13]

### 19. Jahrhundert
- Peter Jäger (* 16. Februar 1826 in Assamstadt; † 22. September 1849), badischer Revolutionär, in Rastatt erschossen
- Alfred Bund (* 19. November 1882 in Assamstadt; † 3. August 1975), deutscher Finanzwissenschaftler und Verwaltungsbeamter[14]

### 20. Jahrhundert
- Hermann Hügel (* 8. Februar 1946 in Assamstadt), Politiker, Heimatforscher und Autor[3]
- Elmar Beierstettel (* 8. November 1948 in Assamstadt; † 13. November 1985 in Tauberbischofsheim), Degenfechter, mehrfacher Medaillengewinner bei Weltmeisterschaften
- Edgar Ansmann (* 1947 in Assamstadt; † 25. März 2017 ebenda), Unternehmer, Träger des Verdienstkreuzes am Bande der Bundesrepublik Deutschland
- Leo Stang (* 1950er Jahre in Assamstadt), Maler und Künstler[15]
- Rolf Nied (* 20. Jh. in Assamstadt), gründete 1986 in Assamstadt die Firma Ecom Rolf Nied die heute als ecom instruments weltweite Niederlassungen betreibt und seit 2010 mehrfach als Weltmarktführer ausgezeichnet wurde[16]

## Sonstige mit Assamstadt in Verbindung stehende Personen

### 20. Jahrhundert
- Kurt Knopf (* 1913; † 1963), Pfarrkurat,[17] Wirkungsort in Assamstadt.[18]
- Heidi Sessner (* 16. November 1977 als Heidi Jesberger), für den TSV Assamstadt startende ehemalige deutsche Duathletin, Triathletin, neunfache Deutsche Meisterin und Ironman-Siegerin (2012)[19]